# Associação de Futebol Popular de Barcelos
A AFPB - Associação de Futebol Popular de Barcelos, fundada em 1994, com sede no Estádio Cidade de Barcelos, promove o desporto popular no concelho de Barcelos, no distrito de Braga. Os seus valores passam pela promoção da prática de futebol nos diferentes escalões desportivos. A AFPB trabalha com o intuito de reforçar o Campeonato Popular de Barcelos como uma referência nacional ao nível de futebol popular e melhorar as condições dos clubes associados.
Com cerca de 42 clubes inscritos, mais de 1600 atletas e 500 dirigentes, faz com que a AFP Barcelos seja uma das maiores associação de futebol popular em Portugal. Em 2016 foi assinado um protocolo com a Federação Portuguesa de Futebol que permitiu a homologação das provas promovidas pela AFPB.

## Competições

### Ligas
- 1ª Divisão
- 2ª Divisão
- Formação

### Taças
- Taça Cidade de Barcelos
- Supertaça
- Taça BarcelCentro

### Órgão Sociais Triénio 2022/25

#### Assembleia-Geral
Presidente: António Oliveira
Secretário: Sérgio Campelo
Secretário: João Rodrigues

#### Conselho Fiscal
Presidente: José Matias
Relator: Nelson Gonçalves
Relator: José Ferreira

#### Direção
Presidente: Fernando Sineiro
Vice-Presidente: Carlos Santos
Secretário: Fernando Miranda
Tesoureiro: Manuel Alves
Vogal: José Torres